# Стасевич, Павел Григорьевич
Павел Григорьевич Стасевич (1896, Антополь — 15 марта 1938, Москва) — советский военно-морской деятель, штабной работник, начальник морского отдела Генерального штаба РККА, капитан 1-го ранга.

## Биография
Белорус, образование высшее, бывший член ВКП(б).
В 1931 году — помощник начальника штаба Балтийского флота, в 1931—1933 годах — начальник штаба Балтийского флота, в 1933—1936 годах — начальник Военно-Морской Академии, в 1936—1937 — начальник штаба ВМС РККА.
Проживал в Москве по адресу: Лубянский проезд, дом 17, квартира 8.
Арестован 13 января 1938 года. Приговорён ВКВС СССР 15 марта того же года по обвинению в участии в контр-революционной террористической организации. Расстрелян в день вынесения приговора. Реабилитирован 8 сентября 1956 года.